# 11e étape du Tour d'Espagne 2025
Pour un article plus général, voir Tour d'Espagne 2025.
La 11e étape du Tour d'Espagne 2025 se déroule le mercredi 3 septembre 2025 entre Bilbao et Bilbao, au Pays basque, sur une distance de 157,4 km.

## Parcours
Cette étape basque sinueuse et accidentée présente une seconde moitié plus difficile. Elle franchit cinq cols de 3e catégorie ainsi qu'une double ascension de l'Alto de Vivero (col de 2e catégorie). La dernière montée de ce col, à 24 km du terme, suivie par la courte mais raide ascension de l'Alto de Pike, à moins de 8 km de l'arrivée à Bilbao, durcissent la fin de cette étape.

## Résultats

### Classement de l'étape
| \| Classement de l'étape \| Classement de l'étape \| Classement de l'étape \| Classement de l'étape \| Classement de l'étape \| \| Coureur \| Coureur \| Pays \| Équipe \| Temps \| \| --------------------- \| --------------------- \| --------------------- \| --------------------- \| --------------------- \| |         |      |        |       |
| |         |      |        |       |
| Source : ProCyclingStats |         |      |        |       |
| Classement de l'étape |         |      |        |       |
| Coureur | Coureur | Pays | Équipe | Temps |

### Points attribués pour le classement du meilleur grimpeur
| \| Alto de Laukiz (km 5) 3e catégorie km à %) \| Alto de Laukiz (km 5) 3e catégorie km à %) \| Alto de Laukiz (km 5) 3e catégorie km à %) \| Alto de Laukiz (km 5) 3e catégorie km à %) \| Alto de Laukiz (km 5) 3e catégorie km à %) \| \| ------------------------------------------ \| ------------------------------------------ \| ------------------------------------------ \| ------------------------------------------ \| ------------------------------------------ \| \| \| Coureur \| Pays \| Équipe \| Point(s) \| \| modifier \| \| \| \| \| |         |      |        |          |
| Alto de Laukiz (km 5) 3e catégorie km à %) |         |      |        |          |
| | Coureur | Pays | Équipe | Point(s) |
| modifier |         |      |        |          |

| \| Alto de Sollube (km 26,2) 3e catégorie km à %) \| Alto de Sollube (km 26,2) 3e catégorie km à %) \| Alto de Sollube (km 26,2) 3e catégorie km à %) \| Alto de Sollube (km 26,2) 3e catégorie km à %) \| Alto de Sollube (km 26,2) 3e catégorie km à %) \| \| ---------------------------------------------- \| ---------------------------------------------- \| ---------------------------------------------- \| ---------------------------------------------- \| ---------------------------------------------- \| \| \| Coureur \| Pays \| Équipe \| Point(s) \| \| modifier \| \| \| \| \| |         |      |        |          |
| Alto de Sollube (km 26,2) 3e catégorie km à %) |         |      |        |          |
| | Coureur | Pays | Équipe | Point(s) |
| modifier |         |      |        |          |

| \| Balcón de Bizkaia (km 63,2) 3e catégorie km à %) \| Balcón de Bizkaia (km 63,2) 3e catégorie km à %) \| Balcón de Bizkaia (km 63,2) 3e catégorie km à %) \| Balcón de Bizkaia (km 63,2) 3e catégorie km à %) \| Balcón de Bizkaia (km 63,2) 3e catégorie km à %) \| \| ------------------------------------------------ \| ------------------------------------------------ \| ------------------------------------------------ \| ------------------------------------------------ \| ------------------------------------------------ \| \| \| Coureur \| Pays \| Équipe \| Point(s) \| \| modifier \| \| \| \| \| |         |      |        |          |
| Balcón de Bizkaia (km 63,2) 3e catégorie km à %) |         |      |        |          |
| | Coureur | Pays | Équipe | Point(s) |
| modifier |         |      |        |          |

| \| Alto de Morga (km 86,1) 3e catégorie km à %) \| Alto de Morga (km 86,1) 3e catégorie km à %) \| Alto de Morga (km 86,1) 3e catégorie km à %) \| Alto de Morga (km 86,1) 3e catégorie km à %) \| Alto de Morga (km 86,1) 3e catégorie km à %) \| \| -------------------------------------------- \| -------------------------------------------- \| -------------------------------------------- \| -------------------------------------------- \| -------------------------------------------- \| \| \| Coureur \| Pays \| Équipe \| Point(s) \| \| modifier \| \| \| \| \| |         |      |        |          |
| Alto de Morga (km 86,1) 3e catégorie km à %) |         |      |        |          |
| | Coureur | Pays | Équipe | Point(s) |
| modifier |         |      |        |          |

| \| Alto del Vivero (km 104,4) 2e catégorie km à %) \| Alto del Vivero (km 104,4) 2e catégorie km à %) \| Alto del Vivero (km 104,4) 2e catégorie km à %) \| Alto del Vivero (km 104,4) 2e catégorie km à %) \| Alto del Vivero (km 104,4) 2e catégorie km à %) \| \| ----------------------------------------------- \| ----------------------------------------------- \| ----------------------------------------------- \| ----------------------------------------------- \| ----------------------------------------------- \| \| \| Coureur \| Pays \| Équipe \| Point(s) \| \| modifier \| \| \| \| \| |         |      |        |          |
| Alto del Vivero (km 104,4) 2e catégorie km à %) |         |      |        |          |
| | Coureur | Pays | Équipe | Point(s) |
| modifier |         |      |        |          |

| \| Alto del Vivero (2) (km 133,3) 2e catégorie km à %) \| Alto del Vivero (2) (km 133,3) 2e catégorie km à %) \| Alto del Vivero (2) (km 133,3) 2e catégorie km à %) \| Alto del Vivero (2) (km 133,3) 2e catégorie km à %) \| Alto del Vivero (2) (km 133,3) 2e catégorie km à %) \| \| --------------------------------------------------- \| --------------------------------------------------- \| --------------------------------------------------- \| --------------------------------------------------- \| --------------------------------------------------- \| \| \| Coureur \| Pays \| Équipe \| Point(s) \| \| modifier \| \| \| \| \| |         |      |        |          |
| Alto del Vivero (2) (km 133,3) 2e catégorie km à %) |         |      |        |          |
| | Coureur | Pays | Équipe | Point(s) |
| modifier |         |      |        |          |

| \| Alto de Pike (km 149,6) 3e catégorie km à %) \| Alto de Pike (km 149,6) 3e catégorie km à %) \| Alto de Pike (km 149,6) 3e catégorie km à %) \| Alto de Pike (km 149,6) 3e catégorie km à %) \| Alto de Pike (km 149,6) 3e catégorie km à %) \| \| -------------------------------------------- \| -------------------------------------------- \| -------------------------------------------- \| -------------------------------------------- \| -------------------------------------------- \| \| \| Coureur \| Pays \| Équipe \| Point(s) \| \| modifier \| \| \| \| \| |         |      |        |          |
| Alto de Pike (km 149,6) 3e catégorie km à %) |         |      |        |          |
| | Coureur | Pays | Équipe | Point(s) |
| modifier |         |      |        |          |

## Classements à l'issue de l'étape

### Classement général
| \| Classement général \| Classement général \| Classement général \| Classement général \| Classement général \| \| Coureur \| Coureur \| Pays \| Équipe \| Temps \| \| ------------------ \| ------------------ \| ------------------ \| ------------------ \| ------------------ \| |         |      |        |       |
| |         |      |        |       |
| Source : ProCyclingStats |         |      |        |       |
| Classement général |         |      |        |       |
| Coureur | Coureur | Pays | Équipe | Temps |

| Classement par points | Classement par points | Classement par points | Classement par points | Classement par points |
| Coureur               | Coureur               | Pays                  | Équipe                | Points                |
| --------------------- | --------------------- | --------------------- | --------------------- | --------------------- |

| Classement par points | Classement par points | Classement par points | Classement par points | Classement par points |
| Coureur               | Coureur               | Pays                  | Équipe                | Points                |
| --------------------- | --------------------- | --------------------- | --------------------- | --------------------- |

| Classement de la montagne | Classement de la montagne | Classement de la montagne | Classement de la montagne | Classement de la montagne |
| Coureur                   | Coureur                   | Pays                      | Équipe                    | Points                    |
| ------------------------- | ------------------------- | ------------------------- | ------------------------- | ------------------------- |

| Classement de la montagne | Classement de la montagne | Classement de la montagne | Classement de la montagne | Classement de la montagne |
| Coureur                   | Coureur                   | Pays                      | Équipe                    | Points                    |
| ------------------------- | ------------------------- | ------------------------- | ------------------------- | ------------------------- |

| Classement du meilleur jeune | Classement du meilleur jeune | Classement du meilleur jeune | Classement du meilleur jeune | Classement du meilleur jeune |
| Coureur                      | Coureur                      | Pays                         | Équipe                       | Temps                        |
| ---------------------------- | ---------------------------- | ---------------------------- | ---------------------------- | ---------------------------- |

| Classement du meilleur jeune | Classement du meilleur jeune | Classement du meilleur jeune | Classement du meilleur jeune | Classement du meilleur jeune |
| Coureur                      | Coureur                      | Pays                         | Équipe                       | Temps                        |
| ---------------------------- | ---------------------------- | ---------------------------- | ---------------------------- | ---------------------------- |

| Classement par équipes | Classement par équipes | Classement par équipes | Classement par équipes |
| Équipe                 | Équipe                 | Pays                   | Temps                  |
| ---------------------- | ---------------------- | ---------------------- | ---------------------- |

| Classement par équipes | Classement par équipes | Classement par équipes | Classement par équipes |
| Équipe                 | Équipe                 | Pays                   | Temps                  |
| ---------------------- | ---------------------- | ---------------------- | ---------------------- |